# Fernmeldeturm Krefeld
Der Fernmeldeturm Krefeld ist ein 103 Meter hoher, für die Öffentlichkeit nicht zugänglicher Fernmeldeturm. Er befindet sich im Krefelder Stadtteil Bockum. Baulich handelt es sich um einen Typenturm.
Neben dem nichtöffentlichen Richtfunk wird der Sender auch zur Ausstrahlung von UKW-Rundfunk für die Stadt Krefeld verwendet.

## Frequenzen und Programme
| Frequenz (MHz) | Programm          | RDS PS   | RDS PI | Regionalisierung | ERP (kW) | Antennendiagramm rund (ND)/gerichtet (D) | Polarisation horizontal (H)/vertikal (V) |
| -------------- | ----------------- | -------- | ------ | ---------------- | -------- | ---------------------------------------- | ---------------------------------------- |
| 87,7           | Welle Niederrhein | WELLE_NR | DB98   | –                | 0,2      | D (250–280°)                             | H                                        |

### Analoges Fernsehen (PAL)
Vor der Umstellung auf DVB-T diente der Sendestandort weiterhin für analoges Fernsehen.
| Kanal | Frequenz (MHz) | Programm                    | ERP (kW) | Sendediagramm rund (ND)/ gerichtet (D) | Polarisation horizontal (H)/ vertikal (V) |
| ----- | -------------- | --------------------------- | -------- | -------------------------------------- | ----------------------------------------- |
| 33    | 567,25         | Sat.1 (Nordrhein-Westfalen) | 0,8      | ND                                     | V                                         |